# Valentino Lanús
Valentino Lanús, nome artístico de Luis Alberto López Ayala (Cidade do México, México, 3 de maio de 1975) é um ator mexicano.

## Biografia
Seus pais são Margarita e Luis Alberto. Valentino é o segundo de quatro filhos, sendo que três são mulheres.
Ele começou sua carreira como um modelo, conhecido pelo nome de Valentino Mazza e posteriormente se matriculou no CEA (Centro de Educação Artística) da Televisa. Foi então quando a prdutora de telenovela Carla Estrada o convidou para participar em alguns episódios de María Isabel, ao lado de Adela Noriega.
Mais tarde recebeu papéis em Amor Gitano, La casa en la playa e Pedro Damián o chamou para atuar em Primeiro Amor...A Mil Por Hora, onde ele era Rafael Jáuregui Tasso, ao lado de Ana Layevska, Anahí, Mauricio Islas, Kuno Becker, e Sebastián Rulli. Seu carisma e estilo deu a ele posto entre os favoritos.
Pouco depois, Valentino participou na telenovela El Juego de la Vida (2001), quando incorporados Juan Carlos Domínguez, nessa novela ele se envolveu sentimentalmente com a atriz Sara Maldonado, seu personagem era um treinador de futebol para menina. Em torno desse tempo, ele começou a namorar Miss México Universo 2000, Jacqueline Bracamontes.
Ele também atuou em Amar otra vez e Inocente de ti como Julio Alberto Castillo Linares, ao lado de  Camila Sodi, e Karla Monroig. Ele também apareceu em Alborada como Martín Alvarado. 
Ele teve o papel principal na telenovela Amar sin límites com Karyme Lozano. Também foi protagonista da telenovela Las Tontas no van al cielo com Jaime Camil e sua ex-namorada de quatro anos e meio, Jacqueline Bracamontes.
Em 2010 foi protagonista da telenovela Llena de amor, atuando com Ariadne Díaz.
Em 2012 fez uma rápida participação em Amor Bravío, atuando com Silvia Navarro.
Em 2023 após 6 anos afastado da vida artística, foi confirmado como protagonista da novela Tu vida es mi vida, ao lado de Susana González. Meses depois, ele afirmou que voltaria a viver na selva e que novamente iria deixar de lado o trabalho como ator.

## Carreira

### Telenovelas
- 2024 - Tu vida es mi vida ... José Alberto "Pepe" Castillo Ibáñez
- 2017 - Nada personal ... Alejandro Castillo
- 2012 - Amor bravío ... Luis del Olmo
- 2010 - Llena de amor ... Emanuel Ruiz y de Teresa Curiel / Lirio de plata
- 2008 - Las tontas no van al cielo ... Patrício "Pato" Molina-Lizárraga
- 2006 - Amar sin límites ... Diego Morán
- 2004 - Alborada ... Martín Alvarado
- 2004 - Inocente de ti ... Julio Alberto Castillo Linares-Robles
- 2003 - Mariana de la noche ... Javier Mendieta
- 2003 - Amar otra vez ... Daniel Suárez González
- 2002  - Clase 406 ... Ele mesmo
- 2001 - El juego de la vida ... Juan Carlos Domínguez
- 2000 - Primer amor... a mil por hora ... Rafael Jáuregui Tasso
- 2000 - La casa en la playa ... Miguel Ángel Villarreal
- 1999 - Amor gitano ... Patricio
- 1997 - María Isabel ... Antonio

### Séries
- 2009 - Plaza Sésamo - Apresentador
- 2009 - Hermanos y detectives - Fernando
- 2008 - Ugly Betty - Cruz
- 2002 - Clase 406 - Ele mesmo
- 2001 - Mujer, casos de la vida real - Episódio: "Corazón de puerto"